# Вицекраљевство Нова Гранада
Вицекраљевство Нова Гранада (шп. Virreinato de Nueva Granada) или Вицекраљевство Санта Фе (шп. Virreinato de Santafé) (1717—1724, 1740—1810, и 1815—1819) је било вицекраљевство које је основао шпански краљ Филип V 1717. године као резултат нове бурбонске политике, међутим, било је укинуто 1724. због финансијских проблема. Обновљено је 1739. године, и трајало је до 1810, када га је укинуо покрет за независност. Године 1815. војска Фернанда VII га је освојила и држала до 1819. када га коначно осваја патриотска војска и проглашава дефинитивно независност од шпанске круне са главним градом у Санта Феу.
Вицекраљевство Нова Гранада је имало јурисдикцију над Краљевским Аудијенцијама Санта Фе де Богота, Панама, Кито, и део Генералне Капетаније Венецуеле. У том смислу, Вицекраљевство је обухватало територије данашњих земаља: Колумбија, Еквадор, Панама и Венецуела, поред северних делова Перуа и Бразила и западног дела Гвајане. Главни град је био Санта Фе де Богота.